# Montérolier
Montérolier är en kommun i departementet Seine-Maritime i regionen Normandie i norra Frankrike. Kommunen ligger i kantonen Saint-Saëns som tillhör arrondissementet Dieppe. År 2022 hade Montérolier 603 invånare.

## Befolkningsutveckling
Antalet invånare i kommunen Montérolier
| Referens: INSEE |